# Revilla del Campo
Revilla del Campo es una localidad y un municipio situados en la provincia de Burgos, Castilla la Vieja, en la comunidad autónoma de Castilla y León (España), comarca de Alfoz de Burgos, partido judicial de Burgos, cabecera del ayuntamiento de su nombre.

## Geografía
Tiene un área de 39,04 km² con una población de 134 habitantes (INE 2007) y una densidad de 3,43 hab/km².
Este municipio comprende también la localidad de Quintanalara.

## Demografía
Revilla del Campo cuenta con una población de 94 habitantes (INE 2024).
| Gráfica de evolución demográfica de Revilla del Campo entre 1842 y 2021 |
| |
| Población de derecho según los censos de población del INE Población de hecho según los censos de población del INEEntre el censo de 1981 y el anterior, crece el término del municipio porque incorpora a Quintanalara. |

| 1991 |  | 1996 |  | 2001 |  | 2004 |
| ---- |  | ---- |  | ---- |  | ---- |
| 139  |  | 140  |  | 107  |  | 132  |

## Personas destacadas
- Odorico Leovigildo Sáiz Pérez, OFM, (1912-2012) vicario apostólico de Requena en la selva alta del Perú y obispo titular de Simingi en Cartago (1973-1987).[4]